# Ecsegfalva
Ecsegfalva is een plaats (község) en gemeente in het Hongaarse comitaat Békés. Ecsegfalva telt 1449 inwoners (2002).